# الاینس تراست
الاینس تراست (انگلیسی: Alliance Trust) شرکت خدمات مالی بریتانیایی است، که در سال ۱۸۸۸ تأسیس شد. دفتر مرکزی این شرکت در شهر داندی، اسکاتلند قرار دارد. بخشی از سهام الاینس تراست در بازار بورس لندن معامله می‌شود. این شرکت هم‌اکنون به‌عنوان یکی از بزرگترین شرکت‌های سرمایه‌گذاری بریتانیا به‌شمار می‌آید.